# Tina Erzar
Tina Erzar (geboren am 4. Januar 2008) ist eine slowenische Skispringerin.

## Werdegang
Ihr internationales Debüt gab Tina Erzar bei einem Juniorenwettkampf im Sommer 2021 in Hinterzarten, wo sie Zweite wurde. Nur wenige Wochen später debütierte sie mit einem Sieg in Predazzo im Alpencup.
Auch in der folgenden Saison gewann Erzar beide Wettkämpfe der OPA-Games, im Einzel und im Team, sowie ein Juniorenspringen in Hinterzarten. Außerdem gewann sie jeweils zwei nationale Juniorenmeisterschaften und andere wichtige Wettkämpfe. Aufgrund dieser Erfolge wurde sie zur Sportlerin des Jahres 2022 der Gemeinde Domžale gewählt.
Ihre Erfolgsserie konnte Tina Erzar auch 2023 fortsetzen und holte drei Siege und einen zweiten Platz in vier Alpencups. Sie debütierte auch im Interkontinental-Cup mit zwei Top-10-Platzierungen und gewann zum Auftakt des Winters auch ein solches Springen in Lillehammer. 
In der Saison 2023/24 startete Erzar am 3. Januar 2024 in Villach auch erstmals in der Qualifikation zum Skisprung-Weltcup, konnte sich jedoch zweimal nicht qualifizieren. 

## Statistik

### Weltcup-Platzierungen
| Saison  | Platz | Punkte |
| ------- | ----- | ------ |
| 2023/24 | 034.  | 057    |
| 2024/25 | 038.  | 042    |